# Régurgitalithe
Un régurgitalithe est une régurgitation fossilisée qui fait partie de la famille des bromalithes au même titre que le coprolithe.
Ce type de fossile relativement rare permet entre autres de reconstituer la chaîne alimentaire des espèces ainsi que les écosystèmes passés.